# 紅點月神蟹
紅點月神蟹（学名：[Ashtoret lunaris] 错误：{{Lang}}：文本有斜体标记（帮助）），舊稱红点黎明蟹（[Matuta lunaris] 错误：{{Lang}}：文本有斜体标记（帮助）），原屬馒头蟹科黎明蟹属，今屬饅頭蟹總科黎明蟹科月神蟹屬。分布于朝鲜、日本、澳大利亚、印度尼西亚、马来群岛、泰国、印度、红海、马尔代夫、拉克代夫群岛、台湾岛以及中国大陆的海南岛、福建等地，生活环境为海水，一般生活于浅水中沙岸潮间带或水深10-15米海底上。由於人工水道的引導，本物種亦由紅海擴散至以色列的水域。